# مانويل غونزاليس (عداء سريع)
مانويل غونزاليس (بالإسبانية: Manuel González)‏ هو عداء سريع إسباني، ولد في 1 نوفمبر 1963.

## وصلات خارجية
- مانويل غونزاليس على موقع أوليمبيديا (الإنجليزية)